# نیکولا پرلیچ
نیکولا پرلیچ (انگلیسی: Nikola Perlić؛ ۴ فوریهٔ ۱۹۱۲ – ۱۹ ژانویهٔ ۱۹۸۶) بازیکن فوتبال اهل یوگسلاوی بود.
از باشگاه‌هایی که در آن بازی کرده‌است می‌توان به باشگاه فوتبال لیل و باشگاه فوتبال یوگسلاویا اشاره کرد.
وی همچنین در تیم‌های ملی فوتبال یوگسلاوی و صربستان بازی کرده‌است.